# Kraemeria bryani
Kraemeria bryani is een straalvinnige vissensoort uit de familie van lansvissen (Kraemeriidae). De wetenschappelijke naam van de soort is voor het eerst geldig gepubliceerd in 1941 door Schultz.